# Zillow
Zillow est une entreprise américaine d'annonce immobilière, basée à Seattle qui se présente comme une société de médias générant des revenus en vendant de la publicité sur son site Web. La société a été créée en 2006 alors qu'une bulle immobilière induite aux États-Unis par la crise des hypothèques et la crise des subprimes se préparait à exploser pour engendrer la crise de 2008, mondiale par Rich Barton, fondateur d'Expedia Inc.

## Histoire
Le 28 juillet 2014, Zillow annonce l'acquisition de Trulia, un autre site d'annonce immobilière pour 3,5 milliards de dollars. En juin 2014, Zillow avait 83 millions d'utilisateurs contre 54 millions pour Trulia.
En avril 2009, Zillow a annoncé un partenariat pour « partager » son « moteur de recherche dans l'immobilier » avec les sites Web de plus de 180 journaux américains dans le cadre du Zillow Newspaper Consortium. En échange Zillow partage les revenus publicitaires des sites co-marqués avec les journaux tout en étendant sa portée sur les marchés locaux du pays.
En février 2011, Zillow et Yahoo! Real Estate lancent un partenariat exclusif, créant le plus grand réseau de publicité immobilière sur le Web, selon comScore Media Metrix.
Zillow crée une plateforme permettant aux locataires de payer leur loyer en ligne à leurs propriétaires (uniquement pour les propriétés inscrites sur l'outil Zillow Rental Manager). Zillow facture aux locataires des frais de transaction quand ils utilisent des cartes de débit ou de crédit pour payer ces propriétaire. Les locataires ont aussi une option "sans frais" pour payer leur loyer en utilisant ACH.
En 2018, le groupe Zillow lance un réseau de frais de référencement global sans coût initial appelé Zillow Flex, un programme permettant aux agents immobiliers inscrit de développer plus facilement leurs activités, dont en fournissant des connexions aux acheteurs à domicile sans frais initiaux. Dans Flex, les agents paient Zillow que si la transaction aboutit et seulement à ce moment. Les commissions de référence globales versées au groupe Zillow ne sont pas divulguées aux consommateurs, mais varient probablement entre 30 et 40 % de la commission totale du courtier. Les courtiers immobiliers qui participent au programme Zillow Flex ne paient des frais de référence généraux qu'une fois la transaction terminée.
En 2021, le quotidien économique et financier Wall Street Journal révèle que Zillow a vendu 2 000 de ses maisons unifamiliales en stock, en une seule fois, à une société d'investissement dans la location immobilière de New-York qui est en pleine expansion depuis le krach immobilier de 2008 : Pretium Partners. Pretium (qui s'était déjà rendu propriétaire de 70 000 entre 2012 et 2020) peut alors aussi faire gérer et ls faire louer ces 2000 nouvelles maisons par sa filiale « Progress Residential ». La somme versée par Pretium à Zillow est restée secrète, mais il se dit que Zillow aurait touché l'équivalent du prix du marché pour ces maisons réparties dans 20 zones de marchés différentes des États-Unis. Par cet accord Zillow, pourrait ainsi commencer à sortir de 3 ans d'iBuying qui l'a conduit à un arriéré de 7 000nombre logements qu'il a du mal à vendre avec bénéfice. Zillow a annoncé dissoudre cette brande défaillante d'iBuying (et licencier au passage un quart de son personnel). Selon le Wall-Street journal, Zillow a encore 9 800 maisons à vendre à la baisse, outre 8 200 maisons sous contrat d'achat.